# Val della Torre
Val della Torre (Val dla Tor, in piemontese) è un comune italiano sparso di 3 983 abitanti della città metropolitana di Torino, in Piemonte.

## Geografia fisica
Val della Torre è collocata in Val Casternone ed il comune occupa tutta la parte montana del bacino del torrente omonimo.
Il suo territorio è bagnato dal Torrente Casternone e dai suoi affluenti e comprende, tra gli altri, il Monte Musinè (1.150 m), il Monte Curt (1.132 m), il Monte Arpone (1.602 m) e il Monte Lera (1.368 m).

Le frazioni principali si snodano lungo una linea Nord-Ovest Sud-Est non troppo discoste dal torrente, mentre nella parte alta della valle l'abitato si concentra soprattutto sulla sinistra orografica e verso la pianura le costruzioni tendono invece a disporsi sul lato opposto del corso d'acqua.
La zona è frequentata dagli appassionati di escursionismo, essendo dotata di parecchi itinerari.

## Storia
L'insediamento umano nel territorio di Val della Torre risale almeno all'epoca romana, ma sono stati anche rinvenuti resti di un villaggio dell'età del bronzo nei pressi dei laghetti di Caselette, allo sbocco della valle sulla pianura. 
Durante l'alto medioevo nei pressi di Brione fu attivo un monastero benedettino intitolato a San Martiniano. 
Dopo la decadenza di quest'ultimo sempre a Brione, venne fondato, nel XIII secolo, il monastero di Santa Maria della Spina. 
Si trattava di un monastero femminile cistercense rivolto in particolare all'aristocrazia e alla borghesia torinese dell'epoca; la chiesa monastica è tuttora presente, mentre il monastero fu soppresso all'inizio del Seicento.
 
Nel Settecento, durante la guerra di successione spagnola, la Val Casternone fu il centro di scontri che causarono, tra l'altro, la distruzione, da parte dei francesi, del castello che controllava l'accesso ai colli Lunella e Portia e i cui pochi resti sono ancora oggi visibili nei pressi della frazione Castello. 
Nel corso del Novecento la zona fu interessata da estesi lavori di rimboschimento e di miglioramento forestale.
 
La Resistenza portò in valle scontri e rastrellamenti che costarono la vita a parecchi partigiani.
Negli anni settanta il comune entrò a far parte della Comunità Montana Val Ceronda e Casternone.

### Simboli
Il teologo Pietro Prato, prevosto di San Donato, nella sua opera Alcune notizie storiche riguardanti Val della Torre del 1913, riporta: 
(P. Prato, Alcune notizie storiche riguardanti Val della Torre, 1913)
Il gonfalone municipale è costituito da un drappo di azzurro.

## Società

### Evoluzione demografica
Negli ultimi sessanta anni, a partire dal 1961, la popolazione residente è triplicata. 
Abitanti censiti

## Geografia antropica

### Frazioni
Abbondanza, Balegno, Betulle, Borgo Nuovo, Brione, Buffa, Casas, Cascina Monache, Castello, Ciaine, Coconera, Giachero, Gibbione, Grange di Brione, Grangia, Molino, Montelera (capoluogo), Moschette, Pragranero, Santa Apollonia, Trucco di Brione, Trucco Rossato, Tuberga, Verna

## Amministrazione
| Periodo | Periodo   | Primo cittadino      | Partito      | Carica  | Note       |
| ------- | --------- | -------------------- | ------------ | ------- | ---------- |
| 2004    | 2009      | Francesco Burrelli   | lista civica | Sindaco | I mandato  |
| 2009    | 2014      | Francesco Burrelli   | lista civica | Sindaco | II mandato |
| 2014    | 2017      | Giancarlo Cravanzola | lista civica | Sindaco | I mandato  |
| 2017    | 2022      | Carlo Tappero        | lista civica | Sindaco | I mandato  |
| 2022    | in carica | Carlo Tappero        | lista civica | Sindaco | II mandato |

### Altre informazioni amministrative
Sino al 2008 ha fatto parte della Comunità Montana Val Ceronda e Casternone, ora è membro dell'Unione dei Comuni montani delle Valli di Lanzo, Ceronda e Casternone, ex Comunità montana Valli di Lanzo, Ceronda e Casternone.

## Galleria d'immagini

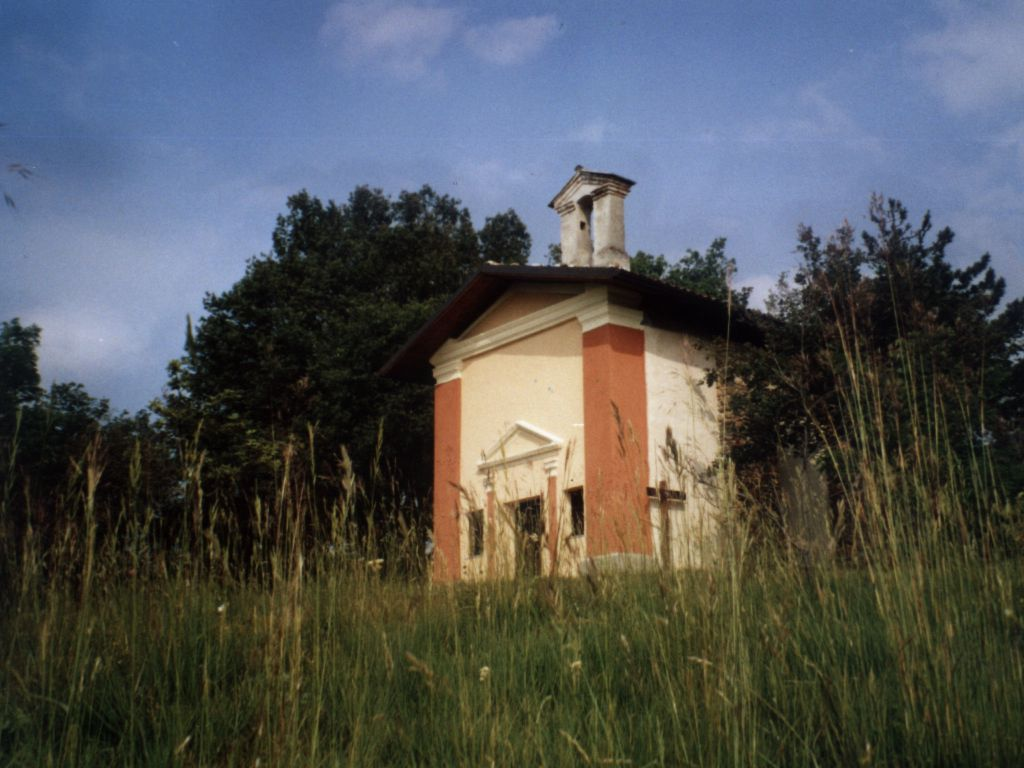
La cappella di San Valeriano
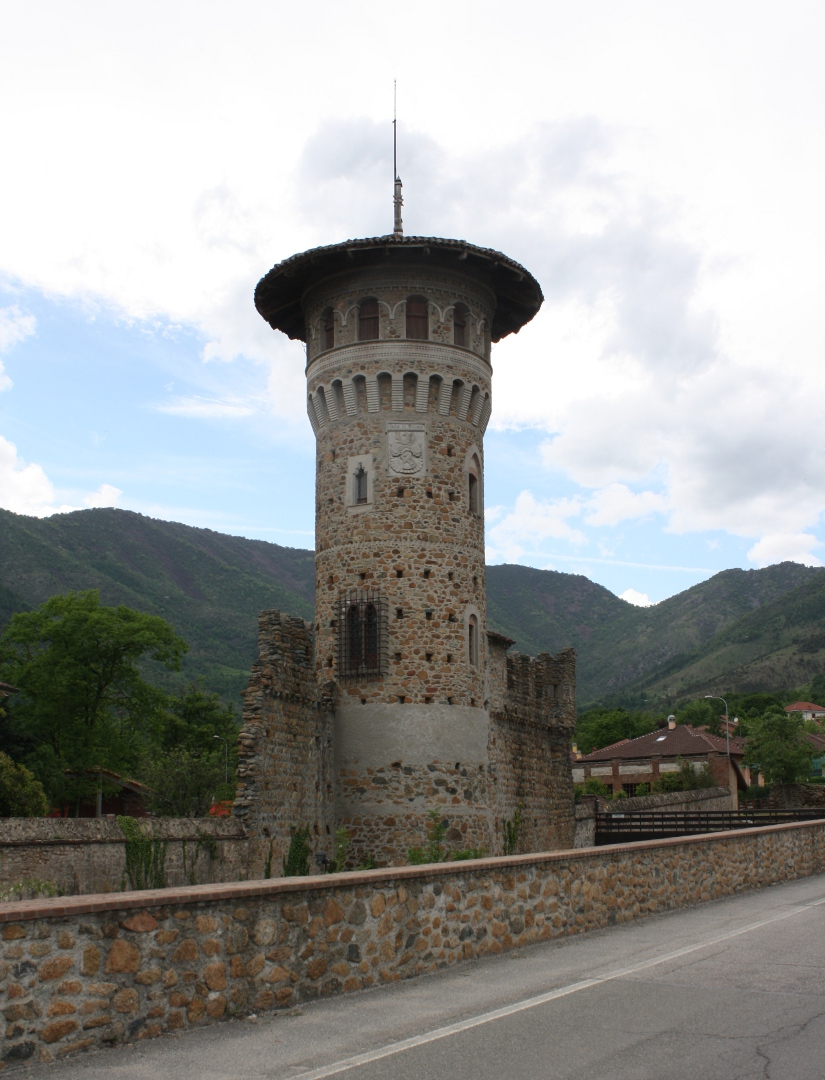
La torre